# Mulona piperita
Mulona piperita är en fjärilsart som beskrevs av Gottfried Christian Reich 1933. Mulona piperita ingår i släktet Mulona och familjen björnspinnare. Inga underarter finns listade i Catalogue of Life.